# František Soukup
František Soukup (Kamenná Lhota, 1871. augusztus 22. – Prága, 1940. november 11.) cseh szociáldemokrata politikus, újságíró, ügyvéd. A birodalomi tanács képviselője, a Csehszlovák Szenátus elnöke, igazságügyminiszter. Egyike az október 28-i események formálóinak.

## Élete
1911-ben 4 hónapot az Egyesült Államokban töltött, ahol az amerikai csehek között agitált a szociáldemokrácia mellett. 1913-ban mint az első szociáldemokrata képviselőt választották be a prágai képviselőtestületbe.
Az első világháborúban a belső ellenállás tagja. 1915-ben az ún. Gomb-affér egyik fontos alakja, amikor is az osztrák elhárítás felfedte az osztrákellenes cseh Maffia konspirációs információs hálózatot. Emiatt börtönbe is került. Később a Csehszlovák Nemzeti Bizottság elnökségének tagja és az 1918. október 28-i események egyik szervező irányítója. Antonín Švehlával Prágába utazott, hogy a gabona kivitelét megakadályozzák.
Az első csehszlovák Kramář-kormányban (1918-1919) Csehszlovákia igazságügyminisztere lett. 1918-1920 között a Forradalmi Nemzetgyűlés képviselője, illetve elnökhelyettese. 1920-tól a szenátus szociáldemokrata képviselője, 1920-1929 között elnökhelyettese, 1929-1939 között a felső ház elnöke. 1938 végén az új Nemzeti Munkapártba lépett át. A Szocialista Munkás Internacionálé tagja volt. 1926-1939 között a Csehszlovák Nemzeti Tanács elnöke.
Az első köztársaság megszűntével politikusi karrierje véget ért. A nyugati szociáldemokraták hozzáállása miatt csalódott és indítványozta a Munka és Szocialista Internacionáléból való kilépést. A német megszállás után a Gestapo azonnal letartóztatta Kolínban, de hamarosan elengedték. Az I. Albert akció keretében újra letartóztatták, majd Emil Hácha és Alois Eliáš közbenjárása után ismét elengedték. Egészsége azonban megrendült és hamarosan elhunyt.

## Művei
- 1928 28. ŘÍJEN 1918. Předpoklady a vývoj našeho odboje domácího v československé revoluci za státní samostatnost národa. Praha.
- 1938 Revoluce práce. Dějinný vývoj socialismu a československé sociálně demokratické strany dělnické. Praha.
- 1947 T. G. Masaryk – politický průkopník, sociální reformátor a president státu. Praha.